# اوئسکا
اوئسکا (اسپانیایی: Huesca) مرکز استان اوئسکای اسپانیا است. جمعیت آن ۴۹٬۳۱۲ نفر و مساحتش ۳۰ کیلومتر مربع است.